# レッドイーグルス北海道
レッドイーグルス北海道（レッドイーグルスほっかいどう）は、日本のプロアイスホッケーチーム。本拠地は北海道苫小牧市。ホームスタジアムは苫小牧市白鳥アリーナ。アジアリーグアイスホッケーに所属。
母体は王子製紙アイスホッケー部。ホームアリーナは1956年に完成した王子スポーツセンター（現王子製紙スケートセンター）、1996年からは現在の苫小牧市白鳥アリーナ。ペットマークは鷲で、2006-07年度シーズンからは鷲のマスコットキャラクター「鷲斗（しゅうと）」も登場。
ファンのことを鷲になぞらえ敬意を込めて「ワシスタントWASHISTANT」と呼ぶ。背番号は#84。
スタジアムグルメは「E-グル」と呼ばれキッチンカーが多く集まる。
主要獲得タイトルは、国内社会人チーム最多の計55回（日本リーグ13回、アジアリーグ2回、全日本選手権37回、ジャパンカップ3回）である。
2021年4月をもってクラブチーム化。これに伴い旧日本リーグから活動を続ける企業チームが消滅することになった。チーム名は王子ホールディングスの社内公募により決まった。

## 歴史
- 1925年（大正14年）：王子製紙苫小牧工場職員による王子スケート同好会「王子イーグル」として設立。
- 1931年（昭和06年）：同好会から「王子製紙アイスホッケー部」に変更。
- 1932年（昭和07年）：『第3回全日本アイスホッケー選手権大会』で初出場初優勝。以後、2024年までに史上最多37回の優勝を誇る。
- 1966年（昭和41年）：この年創設された「日本アイスホッケーリーグ」に参戦（『第3回日本アイスホッケーリーグ』で初優勝。以後、2004年にリーグが廃止されるまで優勝13回）。
- 1976年（昭和51年）：「アイスホッケ一の普及、レベル向上に貢献」した功績により第30回北海道新聞文化賞を受賞[2]。
- 1993年（平成05年）：社名変更に伴い「新王子製紙アイスホッケー部」に変更。
- 1996年（平成08年）：社名変更に伴い「王子製紙アイスホッケー部」に変更。
- 2003年（平成15年）：「アジアリーグアイスホッケー」に参戦。
- 2008年（平成20年）：『アジアリーグアイスホッケー2008-2009』から「王子イーグルス」にチーム名変更。
- 2021年（令和03年）：「レッドイーグルス北海道」としてクラブチーム化[3]。

## 獲得タイトル
- 日本リーグ : 13回
1968-69、1969-70、1973-74、1979-80、1981-82、1982-83、1983-84、1984-85、1986-87、1987-88、1989-90、1990-91、1993-94
- アジアリーグ : 2回
2007–08、2011–2012
- 全日本選手権 : 37回
1931-32、1934-35、1946-47、1949-50, 1950-51、 1951-52, 1953-54、1954-55、1955-56、1956-57、1957-58、1963-64、1965-66、1967-68、1968-69、1972-73、1975-76、1976-77、1979-80、1980-81、1982-83、1983-84、1984-85、1985-86、1986-87、1988-89、1991-92、1992-93、1993-94、1994-95、1995-96、1999-2000、2001-02、2004-05、2012-13、2016-17、2018-19
- ジャパンカップ : 3回
2018、2020-21、2021-22

## 選手

### 現在の所属選手
- 2024-25年シーズン（2024年8月12日）時点

| ゴールテンダー(GK) | ゴールテンダー(GK) | ゴールテンダー(GK) | ゴールテンダー(GK) | ゴールテンダー(GK)    | ゴールテンダー(GK) | ゴールテンダー(GK) |
| #                  | 国                 | 選手名             | キャッチ           | 生年月日              | 出身地             |                    |
| ------------------ | ------------------ | ------------------ | ------------------ | --------------------- | ------------------ | ------------------ |
| 35                 | 日本の旗           | 小野田拓人         | 左                 | 1992年5月2日（33歳）  | 北海道恵庭市       |                    |
| 39                 | 日本の旗           | 成澤優太           | 左                 | 1987年4月14日（38歳） | 北海道釧路市       |                    |
| 44                 | 日本の旗           | 佐藤永基           |                    | 2001年5月23日（24歳） |                    |                    |

| ディフェンス(DF) | ディフェンス(DF) | ディフェンス(DF) | ディフェンス(DF) | ディフェンス(DF)       | ディフェンス(DF) | ディフェンス(DF) |
| #                | 国               | 選手名           | ハンド           | 生年月日               | 出身地           |                  |
| ---------------- | ---------------- | ---------------- | ---------------- | ---------------------- | ---------------- | ---------------- |
| 6                | 日本の旗         | 山田虎太朗       | 左               | 1992年1月6日（33歳）   | 北海道苫小牧市   |                  |
| 12               | 日本の旗         | 青山大基         | 左               | 1999年9月20日（25歳）  | 北海道釧路市     |                  |
| 23               | 日本の旗         | 武部太輝         | 右               | 2000年6月3日（24歳）   | 北海道苫小牧市   |                  |
| 29               | 日本の旗         | ハリデー慈英     | 左               | 1996年8月29日（28歳）  | 栃木県宇都宮市   |                  |
| 34               | 日本の旗         | 橋本僚           | 左               | 1992年10月23日（32歳） | 北海道岩内町     |                  |
| 43               | 日本の旗         | 木村俊太         |                  | 2001年7月27日（23歳）  |                  |                  |
| 72               | 日本の旗         | 今勇輔           | 右               | 1998年10月29日（26歳） | 北海道苫小牧市   |                  |
| 88               | 日本の旗         | 佐々木一正       | 左               | 1989年11月12日（35歳） | 北海道苫小牧市   |                  |

| フォワード(FW) | フォワード(FW) | フォワード(FW) | フォワード(FW) | フォワード(FW)         | フォワード(FW) | フォワード(FW) |
| #              | 国             | 選手名         | ハンド         | 生年月日               | 出身地         |                |
| -------------- | -------------- | -------------- | -------------- | ---------------------- | -------------- | -------------- |
| 7              | 日本の旗       | 安藤優作       |                | 2003年9月3日（21歳）   |                |                |
| 8              | 日本の旗       | 高橋聖二       | 右             | 1993年2月24日（32歳）  | 北海道苫小牧市 |                |
| 9              | 日本の旗       | 髙木健太       | 右             | 1993年12月14日（31歳） | 北海道苫小牧市 |                |
| 10             | 日本の旗       | 三田村康平     | 右             | 1992年2月19日（33歳）  | 北海道帯広市   |                |
| 15             | 日本の旗       | 入倉大雅       | 右             | 1996年9月4日（28歳）   | 北海道苫小牧市 |                |
| 16             | 日本の旗       | 三浦稜介       |                | 2001年7月16日（23歳）  |                |                |
| 19             | 日本の旗       | 中島彰吾       | 右             | 1986年7月23日（38歳）  | 北海道釧路市   |                |
| 30             | 日本の旗       | 牛来拓都       | 右             | 1991年3月20日（34歳）  | 北海道札幌市   |                |
| 90             | 日本の旗       | 小林斗威       | 左             | 1999年4月19日（26歳）  | 北海道苫小牧市 |                |
| 91             | 日本の旗       | 柴田嗣斗       | 右             | 1996年11月1日（28歳）  | 北海道釧路市   |                |
| 98             | 日本の旗       | 相木隼斗       | 左             | 1998年12月21日（26歳） | 北海道苫小牧市 |                |

### 過去に所属した主な選手
- 泉翔馬（2018 - 2019）
- 磯部裕次郎（2020 - 2021）
- 岩田康範
- 大坪利満
- 小川勝也
- 小川将史
- 荻野順二
- 小原大輔（2014 - 2020）
- 越後智哉（2015 - 2022）
- 大坪利満
- 角館信恒（2014 - 2015）
- 飯塚祐司
- 金入孝明
- 金子亮介
- 黒川秀明
- 小館正利
- 斉藤哲也（2003 - 2013）
- 桜井邦彦
- 佐藤翔（2009 - 2018）
- 新谷和夫
- 城野正樹
- 杉澤明人
- 菅原宣宏
- 鈴木宣夫
- 高田航太
- 高橋啓二
- 高木英克
- 粒来敬詞
- 寺尾裕道（2012 - 2017）
- 鳥谷部健司
- 中里正彦
- 中野晃
- 成田誉
- 東毅
- 春名真仁
- 引木孝夫
- 引木浩
- 平野克典
- 本間貞樹
- 本間康弘
- 百井修治
- 芳賀陽介（2009 - 2022）
- 橋場亮（2009 - 2022）
- 矢島敏幸
- 山中武司
- 若狭浩嗣
- 脇本侑也（2016 - 2019）
- アナトリ・フェドートフ
- ウラジーミル・クラムスコイ
- ウラジーミル・シャドリン
- アーロン・キャラー
- マーク・カヴォシー
- ヴャチェスラフ・スタルシノフ
- ワレリー・ベローソフ
- ユーリイ・リャプキン
- ドリュー・マッキンタイア